# ピアノ・ワールド
ピアノ・ワールドは、2013年9月28日までミュージックバードで放送されていた番組。放送時間は、毎週土曜日の19:00～19:55（JST）。また、一部のコミュニティ放送局でもネットされていた。

## 概要
鈴木和郎をパーソナリティとして、インストゥルメンタル音楽とトークを繰り広げる。

## タイムテーブル（2007年7月）
- 19:00-19:10 オープニング
- 19:10-19:30 「和郎の五感」・音楽
- 19:30-19:40 「JAZZ PAGE」
- 19:40-19:50 トーク・音楽
- 19:50-19:55 エンディング

## コーナー
- 和郎の五感

テーマに沿ったトークを繰り広げる。
- JAZZ PAGE

「JAZZ PAGE」での、CD・DVDのアクセスランキングトップ20の中から、1枚を紹介。